# XXIX. dinasztia
Az Ókori Egyiptom XXIX. dinasztiája Kr. e. 399-től Kr. e. 380-ig irányította az országot. Ez idő alatt öt fáraót adott Egyiptomnak:
- I. Nefaarud (ur.: Kr. e. 399 – Kr. e. 394)
- Muthisz (ur.: Kr. e. 394)
- Pszenmut (ur.: Kr. e. 394)
- Hakórisz (ur.: Kr. e. 394 – Kr. e. 380)
- II. Nefaarud (ur.: Kr. e. 380)